# Nae Caranfil
Nae Caranfil ((RO) :ˈna.e karanˈfil; Bucarest, 7 settembre 1960) è un regista e sceneggiatore romeno.

## Biografia
Figlio dello storico e critico cinematografico romeno Tudor Caranfil, si è laureato nel 1984 presso l'Università nazionale d'arte teatrale e cinematografica Ion Luca Caragiale (UNATC) di Bucarest, dove ha anche insegnato come professore.
Agli inizi della carriera ha diretto diversi cortometraggi come Frumos e în septembrie la Veneția (1983), Trent'anni di insonnia (1984) e Backstage (1988). Il suo esordio cinematografico risale al 1993 con È pericoloso sporgersi. Tra i suoi film più importanti vanno citati Closer to the Moon (2013), Filantropica (2002) e Restul e tăcere (2007).

## Filmografia

### Regista
- Frumos e în septembrie la Veneția (1983)
- È pericoloso sporgersi (1993)
- Asphalt Tango (Asfalt Tango)) (1996)
- Dolce far niente (1998)
- Filantropica (2002)
- Restul e tăcere (2007)
- Closer to the Moon (Mai aproape de lună) (2013)
- 6.9 on the Richter Scale (6,9 pe Scara Richter) (2016)